# Norbert Fuchs
Norbert Fuchs (* 20. September 1935 in Herdorf; † 3. Dezember 2020 in Hachenburg) war ein deutscher Fußballschiedsrichter für die SG Herdorf im Fußballverband Rheinland. Von 1969 bis 1973 leitete er 20 Bundesligaspiele und 2 Spiele im DFB-Pokal. Auch international war er in dieser Zeit als Schiedsrichter/Linienrichter im Europapokal der Pokalsieger und in Länderspielen aktiv.

## Werdegang
- Januar 1954 – erstes Spiel, Weitefeld gegen Elkenroth
- 1956 – Bezirksliga
- 1957 – Rheinlandliga
- 1958 – Amateur Oberliga Westfalen
- 1959 – Regionalliga (damals 2. Liga)
- 1967 – Linienrichter Bundesliga und international
- 1969 – Schiedsrichter Bundesliga[2]

## Sportliche Laufbahn Bundesliga
Am 6. September 1969 leitete Fuchs sein erstes Bundesligaspiel im Tivoli in Aachen. Die Partie hieß damals Alemannia Aachen gegen den VfB Stuttgart und endete mit einem 4:2-Sieg der Aachener. Auch international kam Fuchs zum Einsatz und war zum ersten Mal als Linienrichter im Messepokal beim Spiel Partizan Belgrad gegen Lokomotive Plovdiv im Einsatz. 1971 konnte Fuchs als Linienrichter im Europapokal der Pokalsieger beim Spiel Manchester City gegen Gornik Zabrze Erfahrungen sammeln, wobei hier der Pokalsieger und der letztjährige Finalist aufeinandertrafen. Darauf folgten auch Einsätze bei Manchester United, Ajax Amsterdam oder auch ein Länderspiel in Budapest. Dieses fand am 22. Oktober 1969 zwischen Ungarn und Dänemark unter der Leitung von Alfred Ott statt. 1973 schaffte es Fuchs als „Nebendarsteller“ in eine Folge des Tatort („Platzverweis für Trimmel“). Diese wurde am 17. Februar 1973 beim Spiel 1. FC Köln gegen den Hamburger SV aufgezeichnet. Sein letztes Spiel in der Bundesliga pfiff Fuchs am 26. Mai 1973 im Münchener Olympiastadion. Hier gewannen die Bayern um Gerd Müller und Franz Beckenbauer mit 5:1 gegen den VfL Bochum.

## Folgenschwerer Unfall
Fuchs sollte eigentlich am 22. August 1973 erneut ein Spiel in München leiten, doch dazu kam es nicht mehr. Er befand sich zu dieser Zeit in Dortmund auf einem Lehrgang der Deutschen Post. In einer Mittagspause wollte er sich am Bahnhof ein Zugticket kaufen, um später zu seinem Spiel reisen zu können. Auf dem Rückweg vom Bahnhof wurde Fuchs jedoch von einem Auto angefahren und so stark verletzt, dass er später seine Karriere beenden musste. Zwar probierte Fuchs es später nochmal als Linienrichter, jedoch musste er feststellen, dass es keinen Sinn mehr machte.

## Privates
Beruflich war Fuchs als junger Mann in einer Grube in seinem Heimatort Herdorf beschäftigt, später trug er dann die Post im Nachbarort Neunkirchen aus. Aber auch einen Schirm- und Stahlwarenladen betrieb Fuchs mit seiner Ehefrau Valeria. Diese hatte Fuchs bei einem von ihm geleiteten Spiel am 17. Oktober 1954 in Kotzenroth kennengelernt, das Paar heiratete 1958.